# Oksana Fjodorova
Oksana Gennadjevna Fjodorova (russisk: Окса́на Генна́дьевна Фёдорова; født 17. december 1977 i Pskov, daværende Sovjetunionen (nuværende Rusland) er en russisk model, tv-værtinde, politimajor, skuespillerinde, UNICEF Goodwill-ambassadører og skønhedsdronning, vinder af Miss Sankt Petersborg (1999), Miss Rusland (2001) og Miss Universe (2001).

## Biografi
Oksana Fjodorova er datter af en far, der var atomfysiker, og en mor der var sygeplejerske på et psykiatrisk hospital. Oksana blev født og opvoksede i den vestrussiske by Pskov, hvor hun boede, indtil hun blev 18 år. Her tog hun en uddannelse indenfor politiet, som hun i 1997 bestod med en guldmedalje.  Hun arbejdede herefter som efterforsker i Pskov i seks måneder, før hun tog til Sankt Petersborg for at videreuddanne sig indenfor ministeriet for indre anliggender. Hun dimitterede i 2000 og arbejdede derefter kortvarigt som inspektør i lufthavnen Pulkovo.

### Modelkarriere
Mens hun stadig var studerende, vandt hun i 1999 skønhedskonkurrencen som Miss Sankt Petersborg, og derefter Miss Kalokagathia (1999), Miss Fitness, Miss Fortune, og til slut Miss Rusland (2001)). Med titlen som Miss Rusland fik hun muligheden for at deltage i Miss Universe, som blev afholdt i San Juan i Puerto Rico samme år. Hun blev her kåret som Miss Universe, efter at have vundet både badedragt- og aftenkjoledisciplinerne med stor margen til de andre deltagende, hendes score på 9,88 i badedragt var den højeste i konkurrencens historie. Som Miss Universe 2002 rejste hun Frankrig, Italien, Kenya, Canada, Grækenland, Panama, Indonesien og Puerto Rico, men der dukkede snart rygter frem om, at hun var blevet gravid – hvilke hun dog benægtede. Alligevel valgte hun efterfølgende frivilligt at opgive sin titel, efter en erklæring pga. personlige omstændigheder og et ønske om at færdiggøre sin uddannelse. Officielt fik hun frataget sin titel for ikke at opfylde de mange opgaver, der forventes af en Miss Universe titelholder. På tidspunktet udtalte hun i et interview, at hun nægtede at udføre opgaverne efter at have været blevet fornærmet i det amerikansk radioprogram The Howard Stern Show. Hun bebrejdede Miss Universes organisatorerne for ikke på forhånd at have advaret hende om Sterns grænseoverskridende radioprogram, et program hun som udlænding ikke havde kendskab til. Miss Universe titlen gik videre til Panamas Justine Pasek – nummer to i konkurrencen – som derved blev sit lands første Miss Universe.
Oksana Fjodorovahar efterfølgende færdiggjort sin uddannelse og forsvaret sin universitetsdisputats, deltaget i en lang række radio- og tvprogrammer, tv-serier og desuden nogle film, været opstillet for et politisk parti, været involveret i FNarbejde (UNICEF). Hun er russisk ortodoks kristen. I 2007 giftede hun sig med den tyske forretningsmand Philip Toft i München.